# 藤本修
藤本 修（ふじもと おさむ、1951年- ）は、日本の精神科医。

## 略歴
大阪府生まれ。1977年大阪大学医学部卒業。95年医学博士。大阪大学医学部附属病院精神神経科、関西労災病院神経科、大阪府立公衆衛生研究所精神衛生部に勤務。1992年同成人精神衛生課課長。94-2002年大阪府立病院精神科部長。98-2000年大阪大学医学部臨床助教授（精神医学）。2002年関西福祉大学教授、2005年甲子園大学人間文化学研究科教授、2007-09年医療法人水光会伊丹天神川病院顧問。08-2010年大阪人間科学大学特任教授。09年おおさかメンタルヘルスケア研究所開設、心療内科「OMCIクリニック」の院長。

## 著書
- 『メンタルヘルス 学校で、家庭で、職場で』中公新書 2006
- 『こころの病気の誤解をとく』平凡社新書 2008
- 『精神科医はどのように話を聴くのか』平凡社 2010
- 『職場のメンタルヘルス こころの病気の理解・対応・復職支援』ミネルヴァ書房 2012
- 『精神科医はどのようにこころを読むのか』平凡社 2013
- 『精神科のヒミツ クスリ、報酬、診断書』中公新書ラクレ 2014

### 共編著
- 『メンタルヘルス入門 事例と対応法』藤井久和共編著 創元社 1989
- 『女性のメンタルヘルス』荒賀文子, 東牧子共著. 創元社 1996
- 『生活環境とメンタルヘルス 人は現代社会にどのように適応していくか』荒賀文子, 東牧子共編著. ナカニシヤ出版 2003
- 『暴力・虐待・ハラスメント 人はなぜ暴力をふるうのか』編著, 荒賀文子, 東牧子,角典哲 他著. ナカニシヤ出版 2005
- 『現場に活かす精神科チーム連携の実際 精神科医、心理士、精神科ソーシャルワーカーのより良い連携を求めて』編, 荒賀文子,東牧子, 丸山総一郎 他著. 創元社 2006
- 『きょうだい メンタルヘルスの観点から分析する』編. ナカニシヤ出版 2009
- 『メンタルヘルスへのアプローチ 臨床心理学,社会心理学,精神医学を融合して』白樫三四郎, 高橋依子共編,西村健監修 ナカニシヤ出版 2010
- 『精神科医の仕事、カウンセラーの仕事 どう違い、どう治すのか?』関根友実共著 平凡社 2016